# Fjälltranmossa
Fjälltranmossa (Trematodon brevicollis) är en bladmossart som beskrevs av Hornschuch 1819. Fjälltranmossa ingår i släktet tranmossor, och familjen Bruchiaceae. Enligt den finländska rödlistan är arten akut hotad i Finland. Artens livsmiljö är fjällhedar. Inga underarter finns listade i Catalogue of Life.